# 대전괴정중학교
대전괴정중학교(大田槐亭中學校)는 대한민국 대전광역시 서구 괴정동에 있는 공립 중학교이다.

## 학교 연혁
- 2005년 11월 2일 : 대전괴정중학교 설립 인가(31학급)
- 2006년 3월 1일 : 대전괴정중학교 개교
- 2006년 3월 1일 : 초대 김용년 교장 취임
- 2006년 3월 3일 : 제1회 입학식 357명 (일반학급 9, 특수학급 1)
- 2023년 1월 5일 : 제15회 졸업식 212명 (총 졸업생 수 4,107명)
- 2023년 3월 1일 : 제7대 태관식 교장 부임
- 2023년 3월 2일 : 제18회 입학식 206명

## 참고 자료
- 대전괴정중학교 - 한국교육학술정보원 학교알리미